# Dolores Cassinelli
Dolores Cassinelli (4 de julio de 1888 – 26 de abril de 1984) fue una actriz de cine y cantante estadounidense. Apareció en 69 películas entre 1911 y 1925. 
Nacida en Nueva York, Cassinelli y su familia se trasladaron a Chicago. Sus padres la internaron en un convento con planes de convertirse en monja, pero ella prefirió ser actriz.
En 1929, Cassinelli dejó de actuar y se dedicó a cantar profesionalmente. Dijo que volvería al cine sólo si podía hacer una película de canto, "porque la radio es mi vida ahora".
Está enterrada en el Holy Redeemer Cemetery de South Plainfield, Nueva Jersey.

## Filmografía seleccionada
- A False Suspicion (1911)
- When Soul Meets Soul (1913)*short
- The Virtuous Model (1919)
- Tarnished Reputations (1920)
- The Web of Deceit (1920)
- Forever (1921)
- Anne of Little Smoky (1921)
- The Hidden Light (1921)[6]
- The Secrets of Paris (1922)
- The Challenge (1922)
- Columbus (1923) - Reina Isabella
- Jamestown (1923) - Pocahontas
- Dangerous Money (1924)
- Lend Me Your Husband (1924)
- The Unguarded Hour (1925)
- The Midnight Girl (1925)